# Foreste
Foreste ist eine französische Gemeinde mit 164 Einwohnern (Stand 1. Januar 2022) im Département Aisne in der Region Hauts-de-France (vor 2016 Picardie). Sie gehört zum Arrondissement Saint-Quentin, zum Kanton Saint-Quentin-1 und zum Gemeindeverband Pays du Vermandois.

## Geografie
Die Gemeinde Foreste liegt an der Grenze zum Département Somme, 15 Kilometer westlich von Saint-Quentin. Nachbargemeinden von Foreste sind Beauvois-en-Vermandois im Norden, Germaine im Osten, Douchy im Südosten, Villers-Saint-Christophe im Süden, Douilly im Westen sowie Ugny-l’Équipée im Nordwesten.

## Geschichte
Zwischen 1600 und 1843 trug die Gemeinde den Namen Herouel/Hérouël.

### Bevölkerungsentwicklung
| Jahr                       | 1962 | 1968 | 1975 | 1982 | 1990 | 1999 | 2006 | 2012 | 2021 |
| -------------------------- | ---- | ---- | ---- | ---- | ---- | ---- | ---- | ---- | ---- |
| Einwohner                  | 175  | 170  | 163  | 199  | 165  | 143  | 175  | 177  | 161  |
| Quellen: Cassini und INSEE |      |      |      |      |      |      |      |      |      |

## Sehenswürdigkeiten

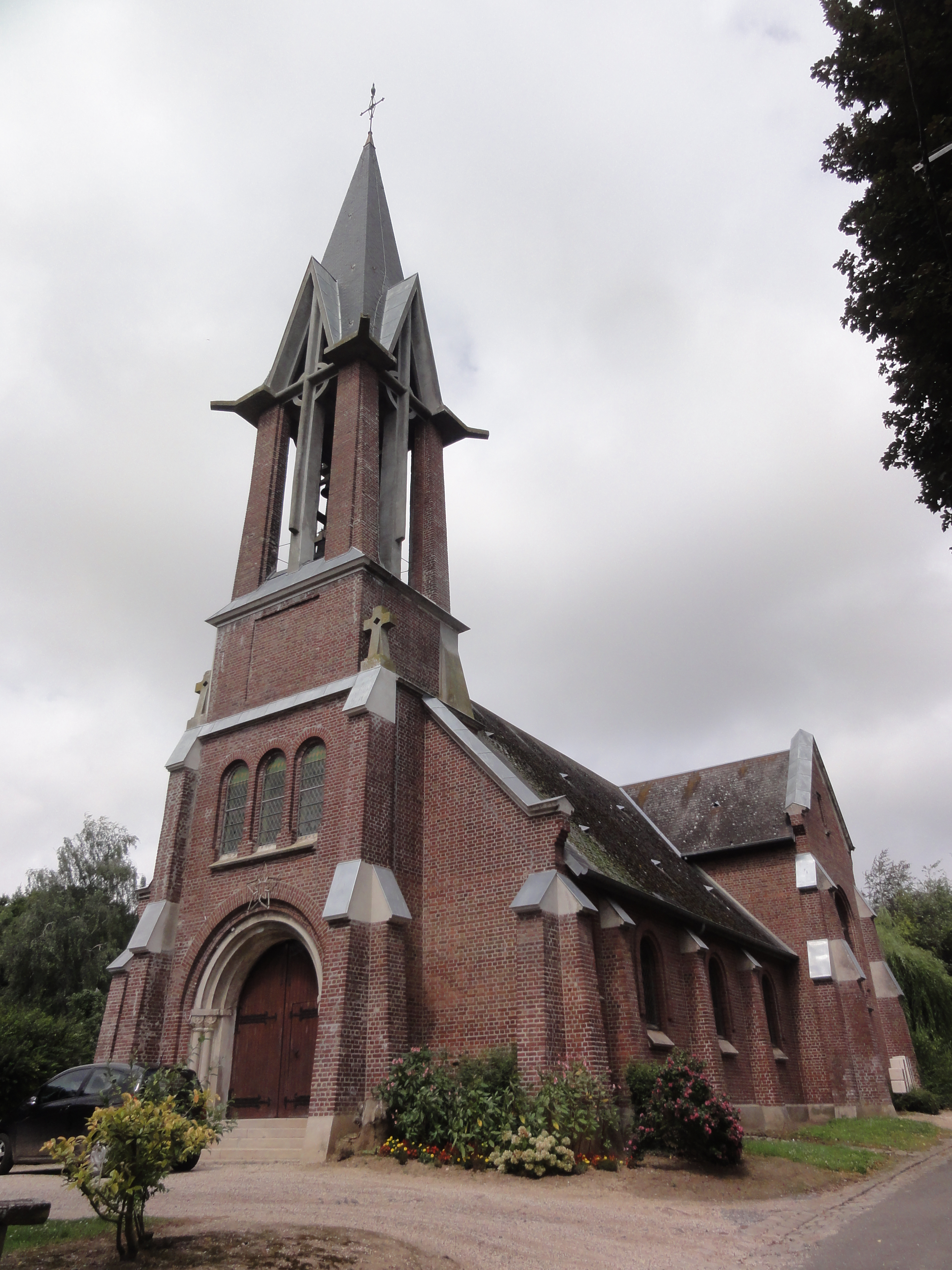
Kirche Saint-Quentin
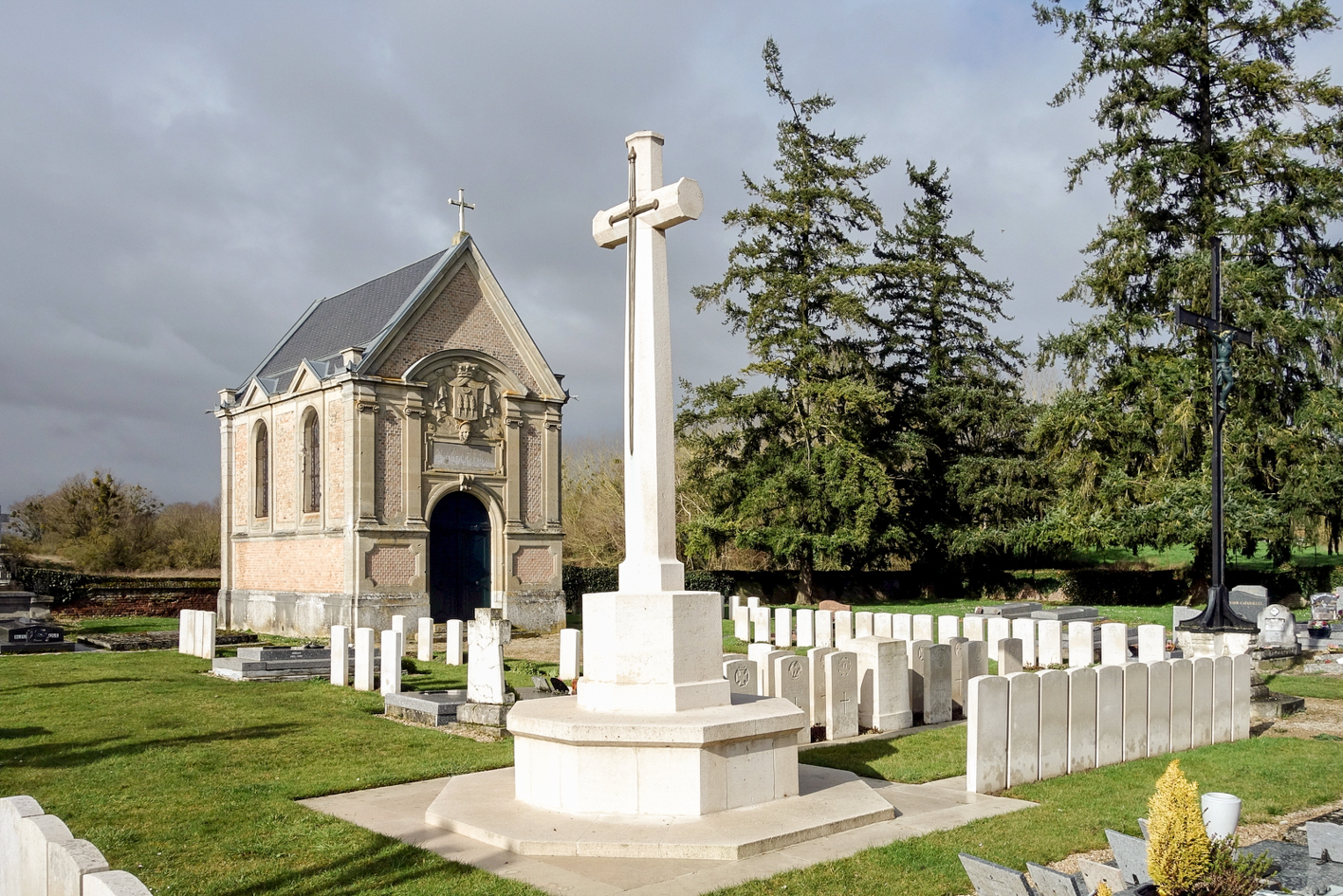
Friedhofskapelle
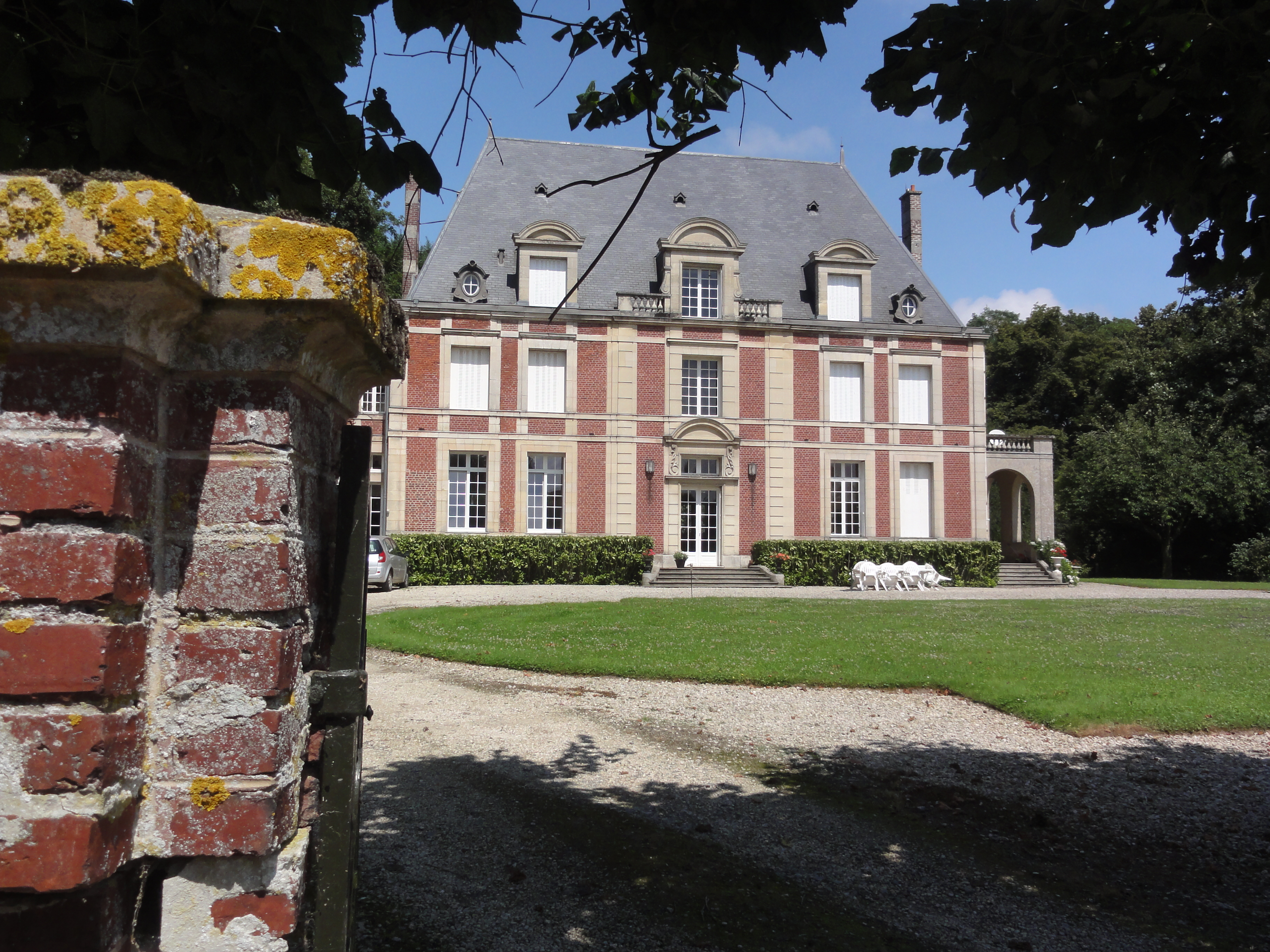
Schloss Auroir
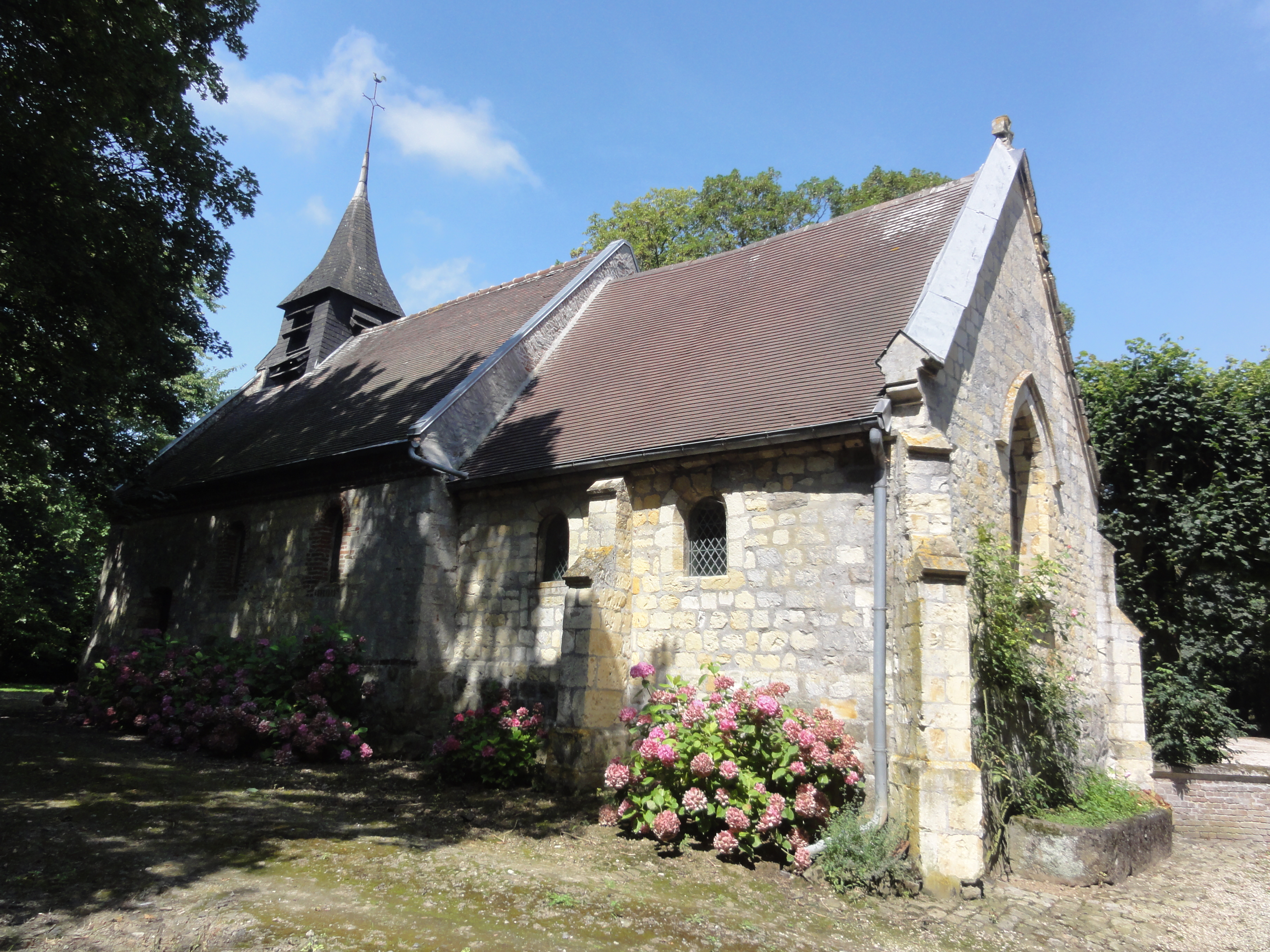
Schlosskapelle
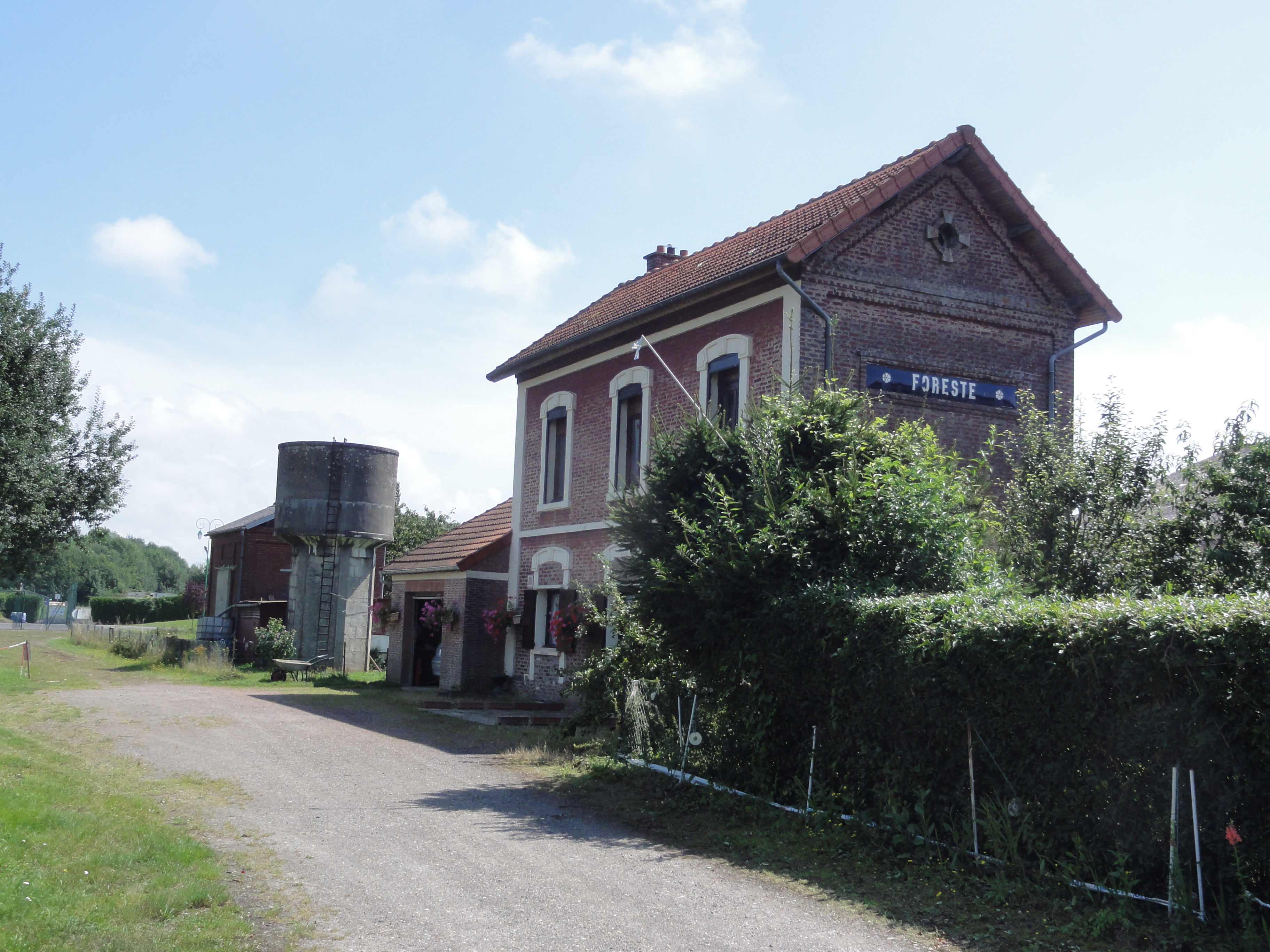
Ehemaliger Bahnhof
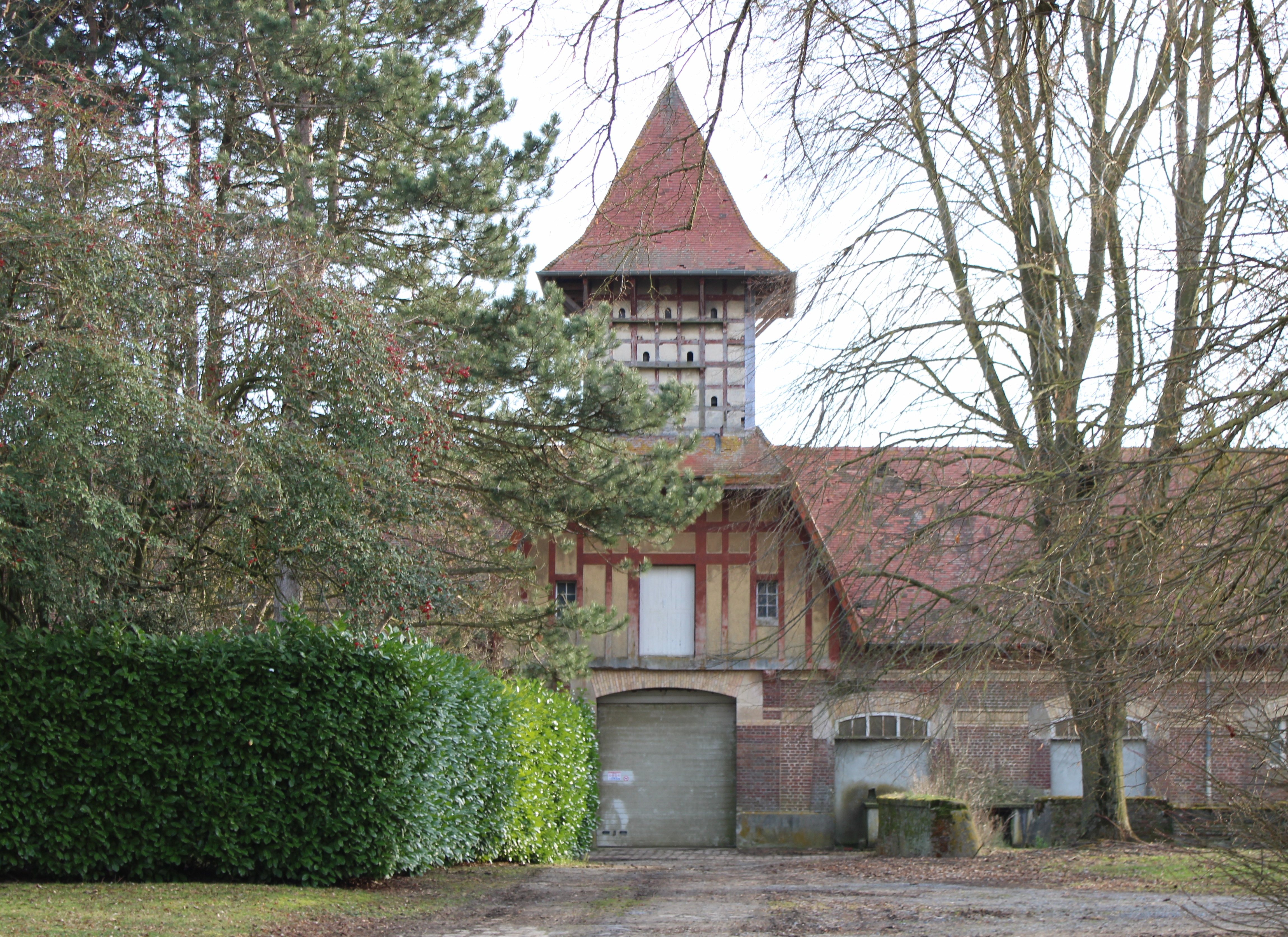
Taubenturm

- Kirche Saint-Quentin
- Friedhofskapelle
- Schloss Auroir
- Schlosskapelle
- Ehemaliger Bahnhof
- Taubenturm

## Persönlichkeiten
- Antoine Quentin Fouquier-Tinville (1746–1795), Revolutionär und öffentlicher Ankläger (Accusateur Public) des Revolutionstribunals während der Französischen Revolution